# Gdbserver

gdbserver је програм који омогућује даљинско отклањање грешака у другим програмима. Покреће се на истом систему као и програм који се испитује, што омогућава повезивање ГНУ дибагера из другог система; то јест, само извршна датотека програма који се испитује мора да буде присутна на циљном систему, док се изворни код и копија бинарне датотеке датог програма налазе на локалном рачунару програмера. Веза може бити серијска или путем TCP протокола.

## Начин рада
| Позив -а из командне линије | Позив -а из командне линије |
| --- | --- |
| gdbserver се покреће на циљном систему, са аргументима: - или именом уређаја (који користити серијски везу), или протоколом са адресом сервера (host) и бројем порта (port), и - путањом и именом извршне датотеке која се тестира gdbserver затим пасивно чека да gdb успостави комуникацију са њим. | gdb се покреће на систему клијента, са аргументима: - путањом и именом извршне датотеке (и свих изворних датотека) на клијентском систему, и - име уређаја (за серијску везу) или адреса и број порта потребан за повезивање на циљном систему. |
| remote$ gdbserver :2345 hello_world Process hello_world created; pid = 2509 Listening on port 2345 | local$ gdb -q hello_world Reading symbols from /home/user/hello_world...done. (gdb) target remote 192.168.0.11:2345 Remote debugging using 192.168.0.11:2345 0x002f3850 in ?? () from /lib/ld-linux.so.2 (gdb) continue Continuing. Program received signal SIGSEGV, Segmentation fault. 0x08048414 in main () at hello_world.c:10 10 printf("x[%d] = %g\n", i, x[i]); (gdb) |